# Záhostice
Záhostice (německy Sahostitz) jsou malá vesnice, část města Chýnov v okrese Tábor v Jihočeském kraji. Nachází se asi jeden kilometr jižně od Chýnova. Prochází zde silnice II/409. Záhostice jsou také název katastrálního území o rozloze 3,96 km².

## Historie
První písemná zmínka o vesnici pochází z roku 1379.

## Obyvatelstvo
| Rok            | 1869 | 1880 | 1890 | 1900 | 1910 | 1921 | 1930 | 1950 | 1961 | 1970 | 1980 | 1991 | 2001 | 2011 | 2021 |
| -------------- | ---- | ---- | ---- | ---- | ---- | ---- | ---- | ---- | ---- | ---- | ---- | ---- | ---- | ---- | ---- |
| Počet obyvatel | 179  | 191  | 196  | 169  | 154  | 143  | 147  | 114  | 106  | 92   | 75   | 61   | 79   | 90   | 119  |
| Počet domů     | 18   | 19   | 22   | 22   | 24   | 24   | 26   | 31   | 31   | 31   | 27   | 38   | 41   | 45   | 52   |

## Obecní správa
Při sčítání lidu v letech 1850–1959 Záhostice byly samostatnou obcí v okrese Tábor. Od roku 1960 jsou částí města Chýnov v okrese Tábor. V letech 1850–1917 k obci patřily Bítov a Lažany.

## Další fotografie

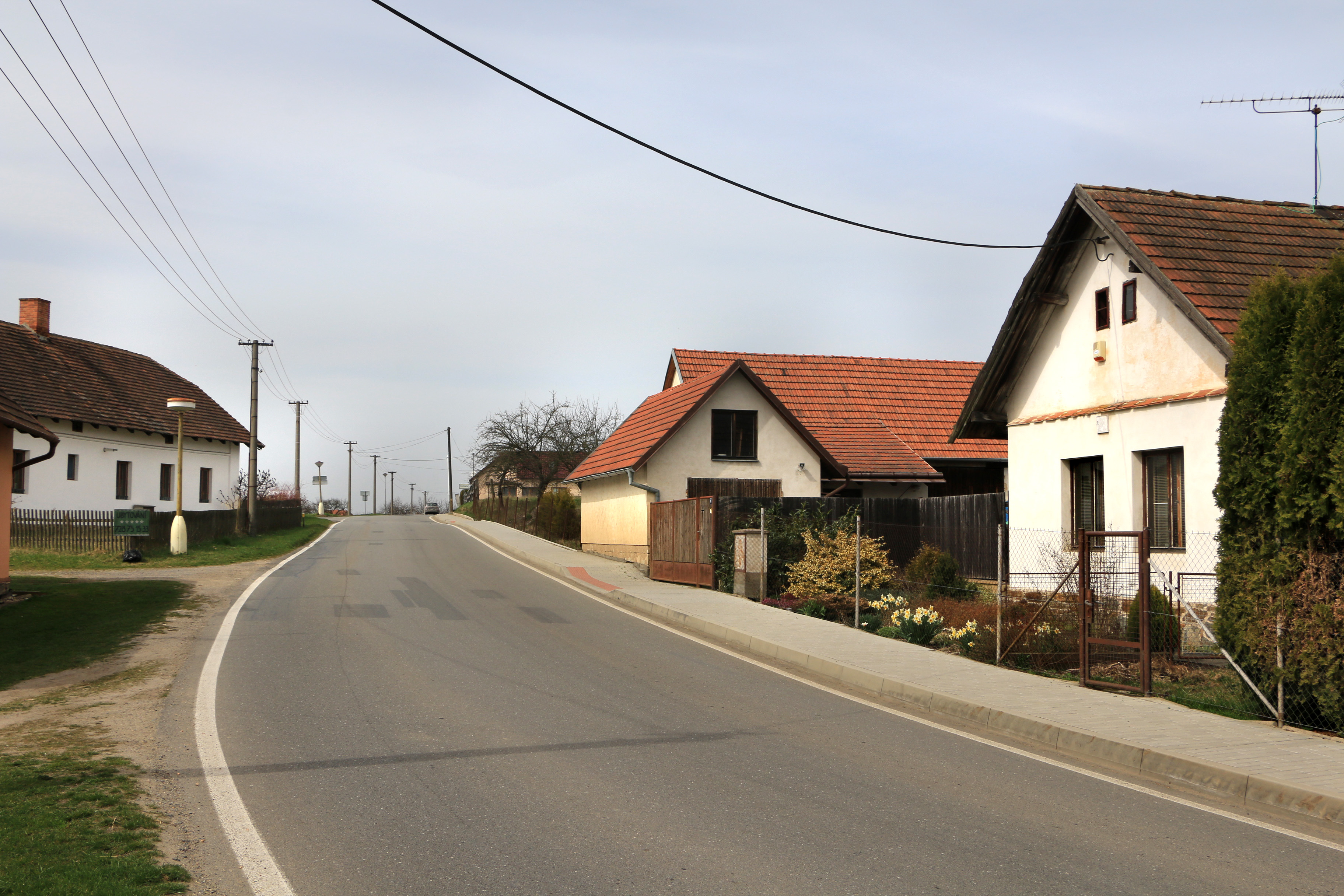
Silnice II. třídy 409
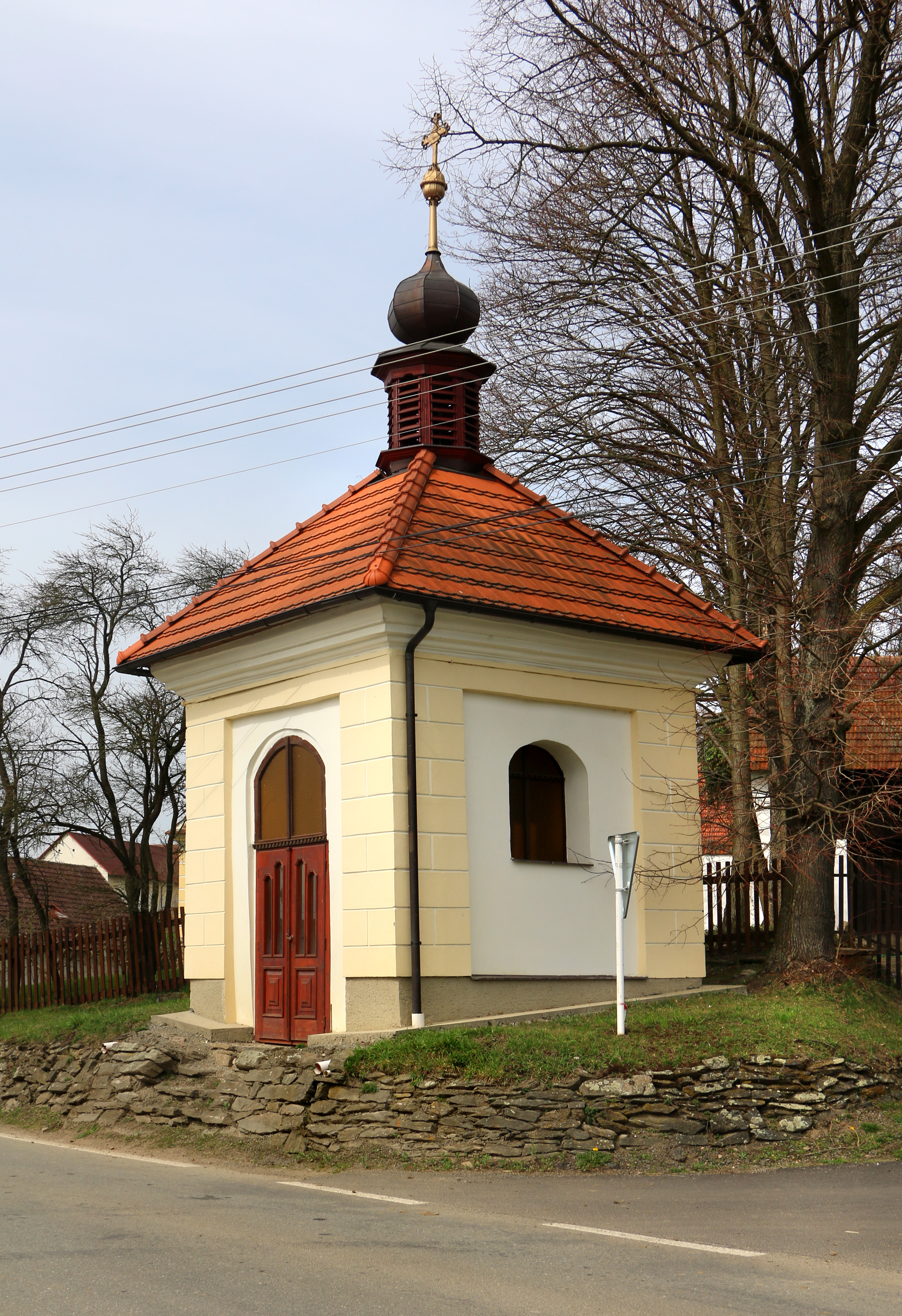
Kaple u hlavní silnice
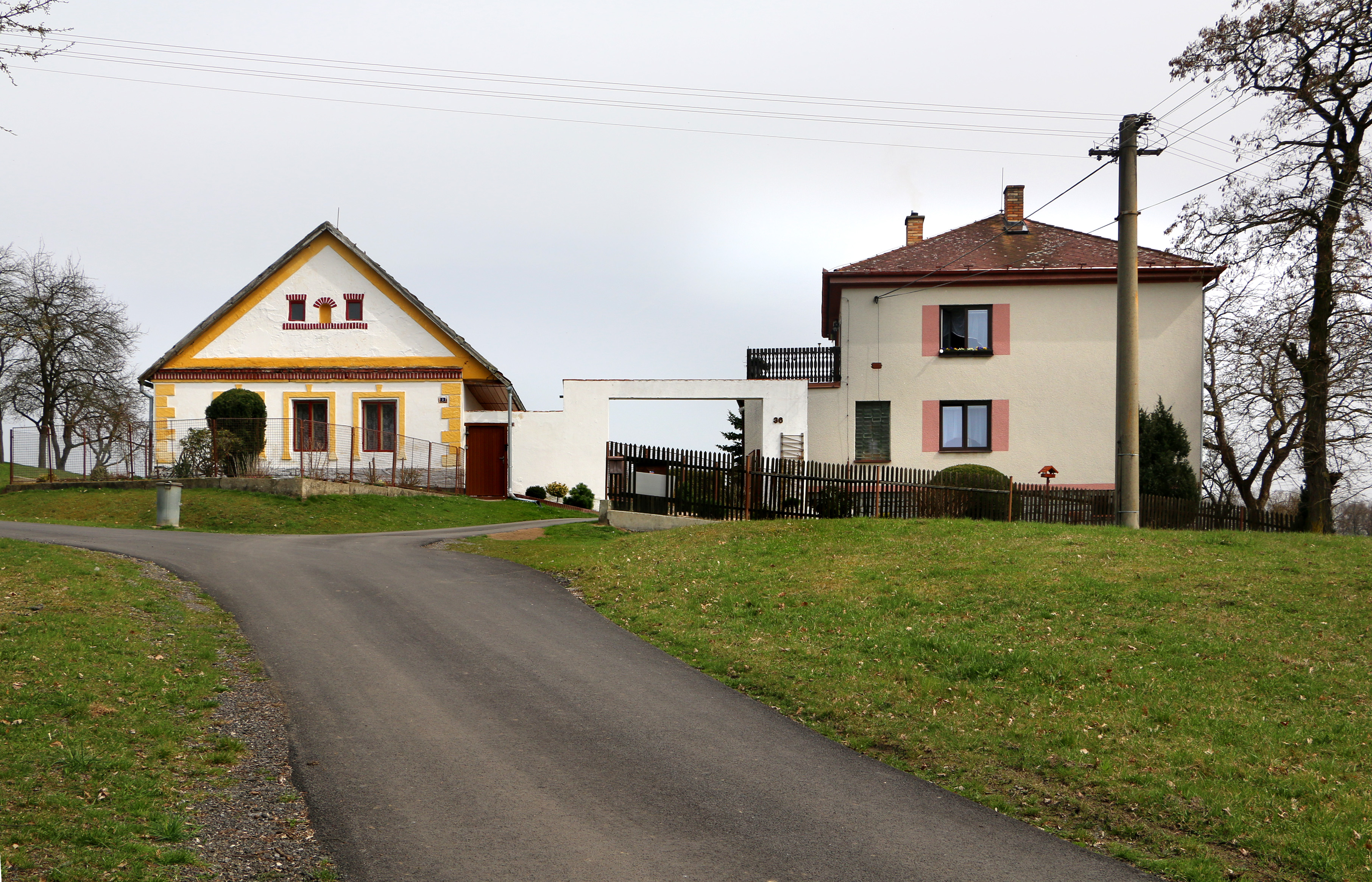
Domky na východě vesnice